# Lepidochrysops penningtoni
Pennington's Blue (Lepidochrysops penningtoni) là một loài bướm ngày thuộc họ Lycaenidae. Nó là loài đặc hữu của Nam Phi, nơi nó được tìm thấy ở the Succulent Karoo of the North Cape.
Sải cánh dài 28–34 mm đối với con đực and 34–36 mm đối với con cái. Con trưởng thành bay từ tháng 8 đến tháng 10. Có một lứa một năm, with the adults only emerging after rain.